# Пісня про велетня
«Пісня про велетня» — радянський короткометражний художній фільм 1942 року режисерів Григорія Рошаля і Віри Строєвої, знятий на Центральній Об'єднаній студії.

## Сюжет
Велика Вітчизняна війна. Один із загонів Червоної Армії після бою розташовується на привал. У хвилину відпочинку казах Курген розповідає товаришам історію подвигу легендарного казахського батира Толагая, який пожертвував своїм життям заради народного блага. Легенда про Толагая «оживає» на екрані. Потім знову показуються будні фронтового життя. При переправі вбрід через бурхливу річку групі бійців, в тому числі Кургену, доручається знищити вороже бетонне укріплення. При виконанні завдання Курген отримує смертельне поранення і вмирає на руках товаришів.

## У ролях
- Капан Бадиров — Курген
- Р. Османова — Айна, мати Кургена
- Жагда Огузбаєв — Толагай
- К. Карабаліна — Даріга
- Євген Немченко — командир
- Калібек Куанишпаєв — батько Толагая
- Р. Мусабекова — мати Толагая
- Д. Нурпеїсова — вступ

## Знімальна група
- Режисер — Григорій Рошаль, Віра Строєва
- Сценаристи — Леонід Жежеленко, Абдільда Тажибаєв
- Оператори — Олександр Птушко, Галина Пишкова
- Композитор — Микола Крюков
- Художник — Федор Беренштам